# Internationaler Archivrat
Der Internationale Archivrat (engl. International Council on Archives ICA – franz. Conseil International des Archives CIA) ist eine 1948 gegründete nichtstaatliche Organisation mit Sitz in Paris. 
- Er fördert die effiziente und effektive Verwaltung und Nutzung von Schriftgut, Archiven und Daten in allen Formaten und deren Erhaltung und Sicherung als kulturelles und beweiskräftiges Erbe der Menschheit.
- Dazu nutzt er internationale Zusammenarbeit, den Austausch beruflicher Facherfahrungen, Forschungen und Ideen zur Verwaltung und Organisation von Archiven und Archiveinrichtungen.
- Er ermutigt und unterstützt die Entwicklung von Archiven in allen Ländern, in Zusammenarbeit mit anderen zwischenstaatlichen und nichtstaatlichen internationalen Organisationen und Unternehmen.
- Er fördert, organisiert und koordiniert die Entwicklung von Best Practices und Standards sowie anderer Aktivitäten im Bereich der Verwaltung von Schriftgut, Archiven und Daten.
- Er etabliert, unterhält und stärkt Beziehungen sowohl zwischen Archivaren und Schriftgut-, Daten- und Informationsmanagern in allen Ländern als auch zwischen allen Archiv- und Informationsinstitutionen, Berufsverbänden und anderen Organisationen sowie weiteren damit verbundenen Berufen.
- Weltweit unterstützt und inspiriert er die Arbeit von öffentlichen und privaten Archivinstitutionen, Berufsverbänden und Organisationen, die sich mit der Verwaltung oder Bewahrung von Archiven, Dokumenten und Daten oder mit der beruflichen Bildung befassen.
- Er unterstützt die Interpretation von Schriftgut, Archiven und Daten durch Stärkung ihres Profils und Ermutigung deren stärkerer Nutzung im Rahmen der etablierten rechtlichen Rahmenbedingungen.
- Er unternimmt alle relevanten Aktivitäten, die die Ziele des Archivrates unterstützen. Dies schließt ein die Organisation von Veranstaltungen, die Veröffentlichung von positionierenden Stellungnahmen, die Durchführung von Programmen, die Errichtung subsidiärer Organisationen, die Entwicklung von Schulungsressourcen, die Herausgabe von Veröffentlichungen usw., aber lässt sich nicht darauf begrenzen.[1]

Mitglied im ICA sind Nationalarchive, Fachverbände von Archivarinnen und Archivare, Kommunal- und Stadtarchive, Archive anderer Organisationen sowie einzelne Archivarinnen und Archivare. Er hat rund 1500 Mitglieder aus 195 Ländern und Territorien.
Der Rat gliedert sich in Regionalzweige, Sektionen und Arbeitsgruppen.
Der ICA ist ein Gründungsmitglied der Kulturschutzorganisation Blue Shield International. In diesem Zusammenhang soll der nationale und internationale Schutz von Archiven als Teil des gewachsenen kulturellen Erbes sichergestellt werden.